# Basavakalyan
Basavakalyan é uma cidade no distrito de Bidar, no estado indiano de Karnataka.

## Geografia
Basavakalyan está localizada a 17° 52′ N, 76° 57′ L. Tem uma altitude média de 621 metros (2037 pés).

## Demografia
Segundo o censo de 2001, Basavakalyan tinha uma população de 58 742 habitantes. Os indivíduos do sexo masculino constituem 52% da população e os do sexo feminino 48%. Basavakalyan tem uma taxa de literacia de 56%, inferior à média nacional de 59,5%; com 58% para o sexo masculino e 42% para o sexo feminino. 17% da população está abaixo dos 6 anos de idade.